# Rasheed Clark
Rasheed Clark (Filadelfia, 10 aprile 1975) è uno scrittore statunitense.

## Biografia
Rasheed è nato a Filadelfia, Pennsylvania il 10 aprile 1975. Ha frequentato il Peirce College dal 1994 al 1996, studiando Business Administration, la Philadelphia University dal 1996 al 1998, dove ha studiato finanza e poi la Drexel University, tra il 2001 e il 2004 presso la quale si è laureato con un master in insegnamento. Attualmente vive e lavora a Philadelphia.
Spesso cita la sorella Jama e la madre Elizabeth quali fonti della sua ispirazione.
Nel 1998 Rasheed Clark iniziò a scrivere un racconto la cui protagonista, una donna, durante un viaggio in autobus racconta al suo vicino di posto la storia della sua famiglia.  Il racconto venne però respinto dall'editore, così Clark decise di pubblicarlo a sue spese. Il racconto, che è diventato il suo primo romanzo con il titolo di  “Stories I Wouldn't Tell Nobody But God”, è la storia dei suoi amici, Sista, Day, Brian e Nikki e della loro vita tra trionfi e tragedie.
“Stories” è stato pubblicato nel marzo del 2006 ed è diventato ben presto uno dei best seller dell'anno, ricevendo anche un confronto positivo con “Waiting To Exhale” di Terry McMillan. Nel 2007, Clark ha firmato un contratto per portare “Stories I Wouldn't Tell Nobody But God” sul grande schermo.
A partire dalla pubblicazione di "Stories I Wouldn't Tell Nobody But God" Clark è stato riconosciuto Autore del giorno l'11 settembre 2006 da Infini Promoters e poi come Autore del mese da Sexy Ebony BBW African American Book Club nel gennaio 2007.
"Stories I Wouldn't Tell Nobody But God" è rimasto nella lista dei best seller degli anni 2006, 2007 e 2008. "Cold Summer Afternoon" sta godendo dello stesso successo.
Clark ha inoltre ricevuto sei nomination all'Infini Literary Awards, tra cui Best Family & Relationship Book, Best Book Introduction, Best Male Author, Best Fiction, Book Of The Year and Best Drama. Nel 2008, per la pubblicazione di “Cold Summer Afternoon” ha ottenuto otto nomination.

## Opere
- Stories I Wouldn't Tell Nobody But God (2006)
- Cold Summer Afternoon (2007)